# VR Pr2 sorozat
A VR Pr2 sorozat egy finn 2' C 2'h2t tengelyelrendezésű szerkocsis gőzmozdonysorozat volt. 1939-ben gyártotta a Henschel a Finn Államvasutak részére. Összesen négy db készült belőle, melyeket 1971-ig selejteztek.